# Jakub Ekier

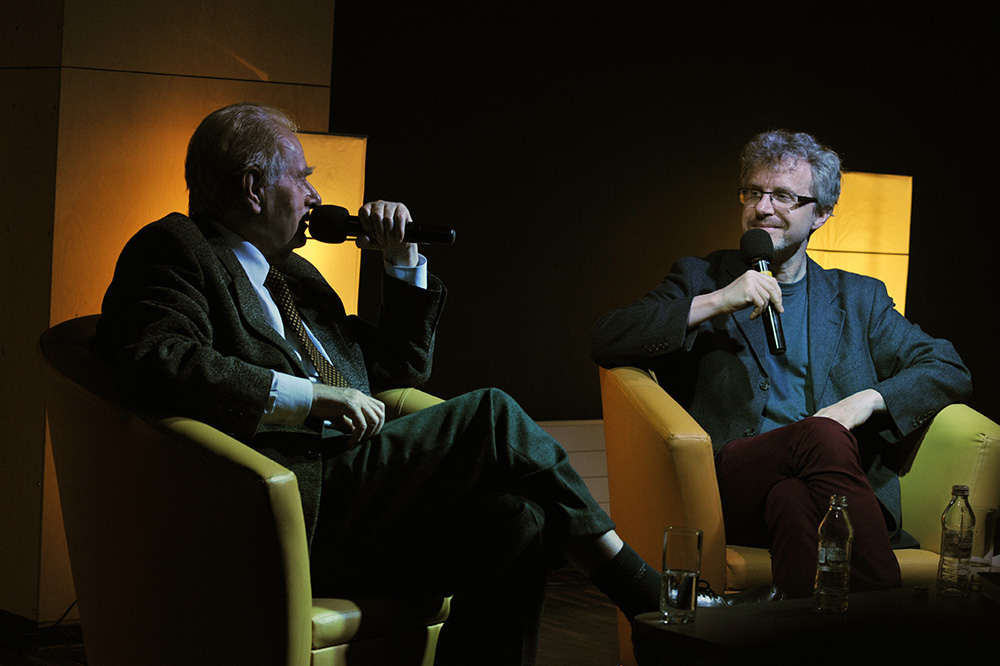
Jakub Ekier (rechts) mit Wiesław Myśliwski

Jakub Ekier (* 1961 in Warschau) ist ein polnischer Lyriker und Übersetzer.

## Leben
Ekier wuchs in einer Warschauer Künstlerfamilie auf. Nach dem 1986 abgeschlossenen Studium der Germanistik an der Universität Warschau war Jakub Ekier zunächst als Lektor tätig. Stipendien und Preise führten ihn wiederholt nach Österreich und Deutschland, u. a. war er Stipendiat des Deutschen Akademischen Austauschdiensts (DAAD), der Robert-Bosch-Stiftung, der Hubert-Burda-Stiftung und 2003 im Künstlerhaus Villa Waldberta. Seit 1994 arbeitete er mit dem Magazin für internationale Literatur Literatura na Świecie zusammen. Ekier ist seit 2001 freiberuflicher Schriftsteller und Übersetzer und in seiner Poesie beeinflusst von Paul Celan und Ryszard Krynicki. 2013 wurde er zum Mitglied der Sächsischen Akademie der Künste berufen. Ekier lebt und arbeitet in Warschau.

## Preise
Lyrikpreise:
- 2001 Hubert Burda Preis für junge osteuropäische Lyrik (mit Krzysztof Koehler, Mariusz Grzebalski und Marzanna Kielar)
- 2001 Barbara Sadowska-Preis
- 2002 Vier Säulen-Preis

Übersetzerpreise:
- 2008 Prämie des österreichischen Bundesministeriums für Unterricht, Kunst und Sport
- 2011 Preis der Zeitschrift Literatura na Świecie (Weltliteratur)
- 2013 Karl-Dedecius-Preis der Robert Bosch Stiftung und des Deutschen Polen-Instituts (mit Bernhard Hartmann)

## Übersetzungen
Ekier ist Übersetzer der Werke u. a. von Ilse Aichinger, Bertolt Brecht, Paul Celan, Durs Grünbein, Franz Kafka, Daniel Kehlmann, Reiner Kunze, Max Frisch, Thomas Rosenlöcher und Ferdinand von Schirach.
- Helmut Böttiger: Paul Celan. Miasta i miejsca. (Ostzeit - Westzeit. Orte Paul Celans) 2002.
- Daniel Kehlmann: Rachuba świata. (Die Vermessung der Welt) 2007.
- Reiner Kunze: remont poranka. (Die Instandsetzung des Morgens. Ausgewählte Gedichte und Prosa) 2008.
- Franz Kafka: Proces. (Der Prozeß) 2008.
- Durs Grünbein Wulkan i wiersz (Vulkan und Gedicht. Ausgewählte Essays) 2011.
- Max Frisch: Dziennik 1946-1949. (1946-1949 Tagebücher) 2014.

## Publikationen u.a.
Ekiers Gedichte wurden ins Deutsche, Englische, Französische, Tschechische und Ukrainische übersetzt.
- Cały czas. Wiersze 1986-91. (Die ganze Zeit, Gedichte) Brulion Kraków-Warszawa 1992.
- podczas ciebie (Während Deiner, Gedichte). Wydawnictwo a5 Kraków 1999.
- krajobraz ze wszystkimi (Landschaft mit allen, Gedichte). Poznań 2012.